# Lizette Rönnqvist
Lizette Rönnqvist är en svensk lindy hop-dansare. Tillsammans med danspartnern Pontus Persson vann hon SM i lindy hop 2011.